# Agilde
Agilde ist eine Gemeinde im Norden Portugals.
Agilde gehört zum Kreis Celorico de Basto im Distrikt Braga, besitzt eine Fläche von 9,0 km² und hat 1159 Einwohner (Stand 19. April 2021).